# Castel del Piano
Castel del Piano es una localidad de la Provincia de Grosseto, en la Toscana, Italia. Su población es de 4.331 habitantes (2001) y ocupa una superficie de 67,79 km².

## Fiestas
Todos los años, el 8 de septiembre entre las "contrade" ("barrios" en italiano antiguo) se corre una carrera hípica en la forma de origen medieval (9 de septiembre de 1402), el Palio, similar al Palio di Siena, en honor de la Asunción de la Virgen. En cada carrera participan todos las cuatro "contrade": Borgo (barrio antiguo), Monumento, Storte (calles torcidas) y Poggio (otero).

## Lugares de interés

### Edificios religiosos
- Iglesia del Santísimo Sacramento.
- Iglesia de la Natividad de María.
- Iglesia de San José.
- Iglesia de San Leonardo.
- Iglesia de Santa María de las Gracias.

### Museos
- Museo de la Maremma.
- Antiquarium.
- Centro de cultura agrícola I. Imberciadori.
- Museo del vino.

## Demografía
| Gráfica de evolución demográfica de Castel del Piano entre 1861 y 2001 |
|                                                                        |
| Fuente ISTAT - elaboración gráfica de Wikipedia                        |